# Ystads Nyhets- och Annonsblad
Ystads Nyhets- och Annonsblad var en dagstidning i Ystad kom ut från 15 december 1884 till 16 maj 1885.
Tidningen trycktes hos Lars Magnus Strömsten med antikva. Tidningen kom ut 2 dagar i veckan, tisdagar och fredagar. Sidantalet var 4 i folioformat med 5 spalter och priset 5 kronor. Utgivningsbeviset utfärdades för redaktör Lars Magnus Strömsten den 15 november 1884. Tidningens upplaga är okänd. Strömsten hade tidigare varit redaktör för Ystads tidning och gett ut Cimbrishamns Allehanda.